# لویتسن اخبرتوس یان براوئر
لویتسن اخبرتوس یان براوئر (متولد ۲۷ فوریه ۱۸۸۱ در روتردام - وفات ۲ دسامبر ۱۹۶۶ بلاریکوم)، ریاضی‌دان و فیلسوف هلندی، فارغ‌التحصیل از دانشگاه آمستردام که بر روی توپولوژی، نظریه مجموعه‌ها، آنالیز مختلط و نظریه اندازه کار می‌کرد. کارهای فلسفی وی پایگذار منطق شهودگرا شد.

## رابطه با داوید هیلبرت

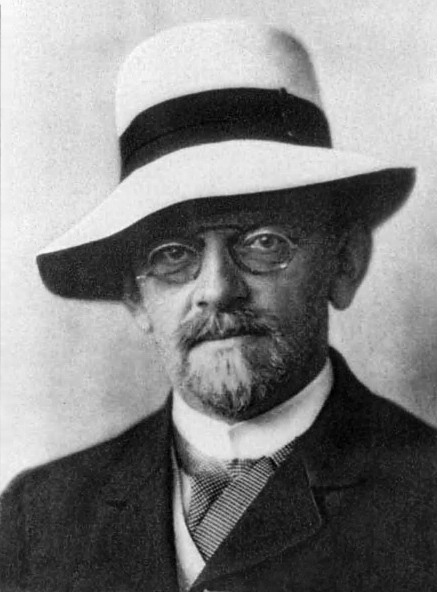
داوید هیلبرت در ۱۹۱۲

امروزه نام‌های براؤر و هیلبرت یادآور دو حریف اصلی در مهم‌ترین منازعهٔ درونی ریاضیات در قرن بیستم، یعنی «مجادله بر سر مبانی» است؛ ولی رابطه این دو نفر همواره تیره نبوده‌است. حدود بیست سال پیش از شروع اختلاف، براؤر در ناحیهٔ ساحلی اشونینگن با هیلبرت که نوزده سال از او بزرگتر بود دیدار کرد و بلافاصله به تمجید از او پرداخت و او را «ریاضیدان اول جهان» نامید. هیلبرت نیز نبوغ براؤر جوان را تشخیص می‌داد و در کل به او احترام می‌گذاشت. در طی یک دوره طولانی نامه‌های براؤر به هیلبرت لحن صمیمانه و گرمی داشت.
براؤر در سال ۱۹۰۷ در پایان‌نامهٔ خود به وضوح از صورتگرایی هیلبرت انتقاد کرده بود اما این کار هیچ اختلاف محسوسی بین آن‌ها به وجود نیاورد. رابطهٔ آن‌ها تا مدت‌ها دوستانه باقی ماند. گوتینگن وطن علمی دوم براؤر بود و زمانی که در سال ۱۹۱۲ دانشگاه آمستردام او را برای تصدی یک کرسی در نظر گرفت، هیلبرت توصیه‌نامه پرحرارتی برایش نوشت. در ۱۹۱۹ هیلبرت تا آنجا پیش رفت که پیشنهاد تصدی یک کرسی را در گوتینگن به او پیشنهاد کرد ولی براؤر این پیشنهاد را نپذیرفت.
در دههٔ بیست که براؤر شروع به مبارزه برای به کرسی نشاندن دیدگاه‌های خود در مورد مبانی کرد، روابط گرم اولیه‌اش با هیلبرت به سردی گرایید. هیلبرت هم تن به مبارزه داد. او خطر یک انقلاب شهودگرایانه را جدی گرفته بود. براؤر سخنرانی‌های موفقیت‌آمیزی در همایش‌های انجمن ریاضی آلمان ایراد کرد. رشته سخنرانی‌های او در برلین در ۱۹۲۷ هیجان زیادی ایجاد کرد. حتی در میان مردم عادی سخن از کودتا در ریاضی به میان آمد. در ماه مارس ۱۹۲۸، براؤر سخنرانی‌هایی در وین ایراد کرد که بیشتر جنبهٔ فلسفی داشت. روی هم رفته آیندهٔ شهودگرایی درخشان به نظر می‌رسید.
با گذشت زمان اختلاف نظر علمی بین براؤر و داوید هیلبرت به دشمنی شخصی تبدیل شد. «مجادله بر سر مبانی» درگیری بین دو شخصیت قوی علمی بود که هر دو اعتقاد داشتند رسالت نجات ریاضیات از نابودی را برعهده دارند. از خاتمهٔ جنگ جهانی اول براؤر جانب ریاضیدانان آلمانی را که تحت مقررات سخت و تحریم بین‌المللی بودند گرفته بود. مثلاً او به شدت با مشارکت برخی از ریاضیدانان فرانسوی در تهیه شماره ویژه ماتماتیشه آنالن به یادبود ریمان مخالفت ورزید و موجب رنجش هیلبرت شد. وی همچنین علیه شرکت ریاضیدانان آلمانی در کنگره بین‌المللی ریاضیدانان در بولونیا در ماه اوت ۱۹۲۸ به مبارزه پرداخت. هیلبرت نیز از تمام نفوذ و اعتبار خود برای مقابله با او استفاده کرد و نتیجه آن شد که عدهٔ نسبتاً زیادی از ریاضیدانان آلمانی همراه با هیلبرت به بولونیا رفتند.